# Space Pirate Captain Harlock
Space Pirate Captain Harlock (jap. 宇宙海賊キャプテンハーロック Uchū Kaizoku Kyaputen Hārokku) japanska je anime i manga ZF serija koja je emitirana od 1978. do 1979. i ima 42 epizode. Njen autor je poznati Leiji Matsumoto. Američka je televizija spojila ovu Matsumotovu seriju s njegovom drugom, Queen Millennia, te ih emitirala kao jednu 1985. pod nazivom Captain Harlock and the Queen of a Thousand Years. Francuska je pak seriju preimenovala u Albator kako bi se izbjegla zabuna s likom Captain Haddock iz serije Tintin. Zajedno s prethodnom anime serijom Matsumota, Space Battleship Yamato, koja je također svemirska opera, po Japanu je žanr znanstvene fantastike stekao široko prihvaćanje i uvažavanje.
Po seriji je snimljeno i nekoliko anime filmova, Arcadia of My Youth (1982.) i Harlock Saga (1999.). U časopisu Animage, Captain Harlock se 1979. našao na trećem mjestu na listi najboljih animea godine sa 731 glasom, naslovni je junak izabran za najbolji muški lik nekog animea dok je zadnja, 42. epizoda, završila na trećem mjestu na listi najboljih epizoda nekog animea te godine.

## Sadržaj
U dalekoj budućnosti, Zemlja je tehnološki visoko razvijena te svemirska putovanja više nisu ništa neobično. No ljudi su postali previše komotni, egoistični i lijeni. Računalo određuje tko ima kakvu vrijednost u društvu. Ono malo ljudi koji se bune protiv apatije i zanemarivanja ljudske incijative se smatra čudacima. Kapetan harlock je gusar i zapovjednik svemirskog broda Arcadia, a članovi njegove momčadi su navigatorica i znanstvenica Kei Yuki, vanzemaljka Miime, stručnjak opsjednut izgradnjom Yattaran, brodski doktor Zero i mnogi drugi, koji su naqpustili svoj stari život na Zemlji. Kada meteor padne na Zemlju a mnoge slavne ličnosti bivaju istodobno napadnuti, krivica se počne pripisivati Harlocku. Međutim, znanstvenik Tsyushi Daiba otkriva da je pad meteora znak za početak invazije izvanzemaljske rase Mazone. I napadi potječu od Mazona, čiji su agenti već potajno na Zemlji. Međutim, nitko mu ne vjeruje izuzev Harlocka.
Kada Daiba biva ubijen, njegov 14-godišnji sin Tadashi Daiba se priključi Harlockovoj momčadi kako bi se borili protiv Mazona i zaštitili Zemlju. Ispostavi se da Mazoni smatraju Zemlju svojom "rezervnom" domovinom jer su je davno posjetili u svojim svemirskim brodovima, te stoga sada putuju prema njoj pošto je njihova planeta uništena. Svi ratnici Mazona su ženskog spola i velike ljepote. Dok se Harlock nalazi na Zemlji, ljudska ga vlada želi uhititi, no zapovjednik Mitsuru Kiruda, zadužen za to, i sam polako postaje biti rezigniran egoizmom političara, koji samo žele pobijediti na sljedećim izborima. Tu je i djevojka Mayu Oyama, čiji je otac Tochiro sagradio Arcadiju te nakon svoje smrti nastavlja na neki način živjeti tamo pošto je njegova osobnost prebačena na brodski kompjuter. Nakon što Harlock pobjedi u raznim bitkama protiv Mazona, pojavi se glava flota s kraljicom Rafflesijom. Tada i Kiruda shvaća da su Mazoni stvarna opasnost te se pridruži Harlocku, ali pogiba u bitci. Harlockova ekipa ipak uspijeva prodrijeti do matičnog svemirskog broda pri čemu se kraljica preda i naredi povlačenje. 

## Glasovi
- Makio Inoue kao Harlock
- Akira Kamiya kao Tadashi Daiba
- Chiyoko Kawashima kao Kei Yuki/ Mayu Ooyama
- Haruko Kitahama kao Rafflesia
- Hidekatsu Shibata kao Mitsuru Kiruda
- Hiroshi Ohtake kao Yattaran
- Jouji Yanami kao Dr. Zero

## Utjecaj
Naoko Takeuchi je u intervjuu 1999. izjavila da je crpila nadahnuće iz stoičkih osobina Harlocka ("snažan, tih, nepokolebljiv") prilikom stvaranja lika Tuxedo Mask za svoju anime i manga seriju Sailor Moon.
Animei Excel Saga i Projekt A-Ko su napravili parodije na naslovnog junaka, koji se javlja u izmijenjenom obliku u sporednim ulogama. U A-Ko je njegov lik potpuno drugačiji jer je stalno pijan i nemaran,

## Vanjske poveznice
- Space Pirate Captain Harlock u internetskoj bazi filmova IMDb-a
- Space Pirate Captain Harlock na Anime News Network Encyclopedia
- Space Pirate Captain Harlock na Anime NFo